# Hammarita
La hammarita és un mineral de la classe dels sulfurs. Rep el nom de la localitat de Gladhammar, a Suècia, la seva localitat tipus.

## Característiques
La hammarita és una sulfosal de fórmula química Pb₂Cu₂Bi₄S9. Cristal·litza en el sistema ortoròmbic. La seva duresa a l'escala de Mohs es troba entre 3 i 4.
Segons la classificació de Nickel-Strunz, la hammarita pertany a «02.H - Sulfosals de l'arquetip SnS, amb Cu, Ag, Fe, Sn i Pb» juntament amb els següents minerals: aikinita, friedrichita, gladita, jaskolskiïta, krupkaïta, lindströmita, meneghinita, pekoïta, emilita, salzburgita, paarita, eclarita, giessenita, izoklakeïta, kobellita, tintinaïta, benavidesita, jamesonita, berryita, buckhornita, nagyagita, watkinsonita, museumita i litochlebita.

## Formació i jaciments
Va ser descoberta a les mines de Gladhammar, a la localitat de Västervik (Comtat de Kalmar, Suècia). Tot i tractar-se d'una espècie poc habitual ha estat descrita en tots els continents del planeta a excepció de l'Antàrtida.